# Черничено (Тверська область)
Черничено (рос. Черничено) — присілок в Старицькому районі Тверської області Російської Федерації.
Населення становить 65 осіб. Входить до складу муніципального утворення сільське поселення станція Стариця.

## Історія
Від 2005 року входить до складу муніципального утворення сільське поселення станція Стариця. Раніше населений пункт належав до Старицького сільського округу.

## Населення
| 2008 | 2010 |
| ---- | ---- |
| 65   | →65  |